# Juan Ignacio Silva
Juan Ignacio Silva Alcalde (22 de agosto de 1954) es un ingeniero, empresario y dirigente gremial chileno. Presidió la Cámara Chilena de la Construcción (CChC) al momento de su 50.º aniversario.
Miembro de una familia de nueve hermanos, sus estudios escolares los realizó en el Colegio San Ignacio El Bosque, en Santiago, relacionándose desde siempre con el trabajo de la construcción y la empresa familiar, Desco, ya que desde niño acompañaba a su padre, Sergio Silva Bascuñán (presidente de la Confederación de la Producción y del Comercio y de la propia CChC) a visitar numerosas obras.
Al igual que su progenitor, estudió ingeniería civil en la Pontificia Universidad Católica. Como él, también fue presidente del centro de alumnos de esa escuela en su periodo universitario. Posteriormente se posgraduó en administración de empresas en la Universidad Adolfo Ibáñez.
Fue vicepresidente de la CChC en el periodo de Víctor Manuel Jarpa (1992-1994). Ocupó la presidencia entre 2000 y 2002.
Contrajo matrimonio con María Fernanda Anguita.